# Henry Fa'arodo
Henry Samuel Luito'o Fa'arodo Junior, noto più semplicemente come Henry Fa'arodo (Honiara, 5 ottobre 1982), è un ex calciatore salomonese, di ruolo centrocampista.

## Palmarès

### Club

#### Competizioni nazionali
- Campionato di calcio della Papua Nuova Guinea: 1

PRK Hekari United: 2010-2011